# Nicole Linkletter
Nicole Linkletter (sinh 27 tháng 2 năm 1985) là một người mẫu nước Mỹ, người chiến thắng cuộc thi America's Next Top Model mùa thứ năm.

## Tiểu sử
Linkletter tốt nghiệp Trường Trung học Grand Forks vào 2003, và đã tham dự Đại học North Dakota tại Grand Forks và Cloud State University ở St Cloud, Minnesota như một tiếp thị lớn;hiện cô đang học ở California State University Northridge. Cô đã từng làm việc tại Victoria's Secret và cửa hàng Old Navy